# Chris Layton
Christopher "Chris" Layton (Corpus Christi, Texas, 16 de noviembre de 1955) es un baterista estadounidense reconocido por su asociación con la banda de blues rock Double Trouble, fundada y liderada por el fallecido guitarrista Stevie Ray Vaughan. Nacido y criado en Corpus Christi, Texas, Layton se trasladó a Austin en 1975 y se unió a la agrupación Greezy Wheels. Más tarde integró la formación de Double Trouble en 1978, donde fue el baterista hasta la muerte de Vaughan en 1990. Con su compañero en Double Trouble Tommy Shannon integró más adelante las agrupaciones Arc Angels, Storyville y Grady. Actualmente se desempeña como el baterista de la banda de Kenny Wayne Shepherd.

## Discografía

### Double Trouble
- Texas Flood (1983)
- Couldn't Stand The Weather (1984)
- Soul to Soul (1985)[3]
- In Step (1989)
- The Sky Is Crying (1991)
- In the Beginning (1992)
- Been a Long Time (2001)

### Arc Angels
- Arc Angels (1992)
- Living in a Dream (2009)

### Storyville
- Bluest Eyes (1994)
- A Piece of Your Soul (1996)
- Dog Years (1998)
- Live at Antone's (2007)